# Polygonum shiheziense
Polygonum shiheziense là một loài thực vật có hoa trong họ Rau răm. Loài này được F.Z. Li, Y.T. Hou & F.J. Lu mô tả khoa học đầu tiên năm 2006.